# Samoglasnik
Samoglásnik ali vokál je v jezikoslovju glas, za katerega tvorbo je značilna največja odprtost govorne cevi v primerjavi z zvočnikom in nezvočnikom. 
Izgovorimo ga lahko samega, samostojno – v nasprotju s soglasnikom, ki ga lahko izgovorimo le skupaj s še enim glasom (samoglasnikom).
Po številu samoglasnikov je slovenščina uvrščena med srednje bogate jezike. Inuktituščina, jezik Inuitov, pozna le tri samoglasnike, /i/, /a/ in /u/. Najbogatejši s samoglasniki je jezik !xu~, ki ga govorijo prebivalci puščave Kalahari iz ljudstva Kojsancev, ki ima kar 24 samoglasnikov.

## Slovenščina
Slovenski standardni jezik ima osem samoglasnikov /a/, /e/, /ɛ/, /ə/, /i/, /o/, /ɔ/, /u/. Ozki e in o označujemo z malima tiskanima črkama, široki e z Ɛ, široki o z Ɔ, znak Ə pa je uporabljen za polglasnik.
V slovenski abecedi so samoglasniki predstavljeni z naslednjimi črkami: A, E, I, O in U, polglasnik pa je lahko zapisan tudi samo z R.
Samoglasnik je v slovenskem jeziku zlogotvorni glas.

### Fonetični opis
Samoglasniki so glasovi največje odprtostne stopnje in jih glede na dvig jezične ploskve in tonskost razvrščamo na visoke in razpršene (i in u), sredinske (obe vrsti e-ja in o-ja ter polglasnik) in nizke (a). Glede na del neba, kateremu se jezična ploskev najbolj približa, pa ločimo sprednje (i in oba e-ja), srednje (a in polglasnik) ter zadnje samoglasnike (oba o-ja in u).
Klasični samoglasniški model slovenščine, ki ga je uveljavil Toporišič, razdeli samoglasnike v tri samoglasniške trikotnike, in sicer glede na to, ali so dolgi/kratki in ali so naglašeni/nenaglašeni. Prvi samoglasniški trikotnik obsega naglašene in dolge samoglasnike, drugi naglašene in kratke samoglasnike, tretji pa nenaglašene in kratke samoglasnike. Velja namreč, da so nenaglašeni samoglasniki lahko samo kratki.
Omenjeni tri samoglasniški sestavi zajemajo naslednje samoglasnike:

 1. Naglašeni in dolgi: í, é, ê, á, ô, ó, ú

 2. Naglašeni in kratki: ì, è, à, ə`, ò, ù

 3. Nenaglašeni in kratki: i, e, a,  ə, o, u